# Comuna Vărăncău, Soroca
Comuna Vărăncău este o comună din raionul Soroca, Republica Moldova. Este formată din satele Vărăncău (sat-reședință), Slobozia-Cremene și Slobozia-Vărăncău.

## Demografie
Conform datelor recensământului din 2014, comuna are o populație de 3.120 de locuitori. La recensământul din 2004 erau 3.950 de locuitori.

## Administrație și politică
Componența Consiliului local Vărăncău (13 consilieri), ales la 5 noiembrie 2023, este următoarea:
|  | Partid                                       | Consilieri | Componență | Componență | Componență | Componență | Componență |
|  | -------------------------------------------- | ---------- | ---------- | ---------- | ---------- | ---------- | ---------- |
|  | Partidul Social Democrat European            | 5          |            |            |            |            |            |
|  | Partidul Acțiune și Solidaritate             | 4          |            |            |            |            |            |
|  | Partidul Socialiștilor din Republica Moldova | 2          |            |            |            |            |            |
|  | Platforma Demnitate și Adevăr                | 1          |            |            |            |            |            |
|  | Candidat independent ALEXANDRU GULCA         | 1          |            |            |            |            |            |